# ZeroNet
Chronologie des versions
ZeroNetX (d) et zeronet-conservancy (d)
Zeronet est une plateforme en ligne décentralisée basée sur la chaine de blocs Namecoin et le protocole P2P BitTorrent. Cette application consiste en un script open-source écrit en langage Python. Les sites de ce réseau sont hébergés et partagés par les pairs ce qui rend théoriquement impossible la censure ou le filtrage des contenus ainsi hébergés.
ZeroNet est capable d'utiliser Tor, permettant ainsi l'anonymat des utilisateurs ZeroNet utilisant aussi Tor.

## Histoire
Fondé en 2015 à Budapest en Hongrie, ZeroNet vise à promouvoir un réseau décentralisé, open-source, gratuit, sécurisé et résistant à la censure. Le projet est porté par une communauté sur Reddit et sur GitHub ainsi que par un site officiel.

## Fonctionnement
Lors de la création d’un site, ZeroNet fournit 2 clefs :
- Une clef privée (unique pour le créateur du site) permettant d’administrer le contenu du site.
- Une clef publique qui fait office d’adresse et d’authentification des fichiers partagés. Le protocole de sécurité utilise une blockchain similaire au wallet de la crypto-monnaie BitCoin.

Lors de la requête d'accès à un site ZeroNet via la clef publique, un tracker centralisé BitTorrent renvoie la ou les adresses IP des sites en question vers le navigateur du client. Zeronet permet ensuite l'échange d'un fichier .json contenant les données nécessaires à la sécurité de l'échange P2P (noms de fichiers, hashes, et la clef du propriétaire du site). Une fois la vérification des deux clefs effectuées, le téléchargement des fichiers web (HTML, CSS, JS) est alors amorcé, permettant l'accès au site.
Une fois le script installé, la plateforme ZeroNet est accessible aux pairs (disposant de l'application) via un navigateur web. Les pages hébergées sur ce réseau peuvent aussi utiliser des url spécifiques en .bit. La décentralisation du réseau ne nécessite pas de serveur, ni de DNS. Un site ne disparait que quand il n’est plus « seedé ».
Chacun des sites web (statiques ou dynamiques) ainsi hébergé est actuellement limité à une taille maximale de 10MB,.
Parmi les fonctionnalités disponibles figurent un protocole de discussion instantanée, l’hébergement de forums, la gestion multi-comptes, la création d’un nom de domaine en .bit via Namecoin, le support sur tous les systèmes d’exploitation et navigateurs web.